# Unelcus pictus
Unelcus pictus är en skalbaggsart som beskrevs av Thomson 1864. Unelcus pictus ingår i släktet Unelcus och familjen långhorningar. Inga underarter finns listade i Catalogue of Life.